# Kékbegyű halcion
A kékbegyű halcion (Halcyon malimbica) a madarak osztályának szalakótaalakúak (Coraciiformes) rendjébe és a jégmadárfélék (Alcedinidae) családjába tartozó faj.

## Rendszerezése
A fajt George Shaw angol zoológus írta le 1811-ben, az Alcedo nembe Alcedo malimbica néven.

## Alfajai
- Halcyon malimbica dryas Hartlaub, 1854
- Halcyon malimbica forbesi Sharpe, 1892
- Halcyon malimbica malimbica (Shaw, 1811)
- Halcyon malimbica torquata Swainson, 1837[2]

## Előfordulása
Afrikában, Angola, Benin, Bissau-Guinea, Burkina Faso, Burundi, Csád, Elefántcsontpart, Egyenlítői-Guinea, Etiópia, Kamerun, a Közép-afrikai Köztársaság, a Kongói Demokratikus Köztársaság, a Kongói Köztársaság,  Gabon, Gambia, Ghána, Guinea, Libéria, Mali, Nigéria, Ruanda, São Tomé és Príncipe, Szenegál, Sierra Leone, Szudán, Tanzánia, Togo, Uganda és Zambia. 
Természetes élőhelyei a szubtrópusi és trópusi síkvidéki- és hegyi esőerdők, mangroveerdők, szavannák, füves puszták, édesvizű- mocsarak, tavak, folyók és patakok környéke, valamint ültetvények. Állandó, nem vonuló faj.

## Megjelenése
Testhossza 25 centiméter, testtömege 64–94 gramm.
|  |

## Életmódja
Tápláléka rovarokból, pókokból, halakból és békákból áll.

## Természetvédelmi helyzete
Az elterjedési területe rendkívül nagy, egyedszáma viszont csökkenő, de még nem éri el a kritikus szintet. A Természetvédelmi Világszövetség Vörös listáján nem fenyegetett fajként szerepel.